# Kamil Grabara
Kamil Mieczysław Grabara (ur. 8 stycznia 1999 w Rudzie Śląskiej) – polski piłkarz, występujący na pozycji bramkarza w niemieckim klubie VfL Wolfsburg oraz w reprezentacji Polski. Uczestnik mistrzostw świata 2022. 

## Kariera klubowa
Grę w piłkę rozpoczął w 2006 w amatorskim klubie Wawel Wirek, skąd w wieku 13 lat przeniósł się do Stadionu Śląskiego. Następnie w 2012 przeszedł do Ruchu Chorzów. Cztery lata później za kwotę 500 tys. euro został sprzedany do angielskiego klubu Liverpool, gdzie zadebiutował w sierpniu 2016, rozgrywając mecz w nowych barwach w rezerwach The Reds przeciwko Southampton w ramach 1. kolejki Premier League 2, rozgrywek przeznaczonych dla zawodników do lat 23.
W styczniu 2019 został wypożyczony na pół roku do Aarhus GF, duńskiego klubu występującego w Superligaen. Sześć miesięcy później, po powrocie do Liverpoolu, angielski klub przedłużył kontrakt z Grabarą o kolejne 4 lata, jednocześnie wypożyczając go na jeden sezon do klubu grającego w Championship – Huddersfield Town. We wrześniu 2020 ponownie został wypożyczony do Aarhus GF.
3 lipca 2021 roku przeszedł do FC Kopenhaga, podpisał kontrakt do lata 2026 roku. W sezonie 2021/2022 został mistrzem Danii. W sezonie 2022/2023 wywalczył Puchar Danii, a także zdobył drugie mistrzostwo kraju. W sezonie 2023/2024 awansował z klubem do Ligi Mistrzów UEFA, w decydującej fazie eliminacji wygrywając dwumecz przeciwko mistrzowi Polski Rakowowi Częstochowa.
6 września 2023 VfL Wolfsburg poinformował o podpisaniu długoterminowej umowy z Grabarą. Przekazano również do informacji, że oficjalnie do nowego klubu dołączy 1 lipca 2024 roku, jednak zawarto klauzulę, która mogła umożliwić przejście golkipera do zespołu Wilków już z początkiem stycznia 2024 roku.

## Kariera reprezentacyjna
Pierwszy debiut w barwach narodowych zanotował w reprezentacji Polski U-16 we wrześniu 2014 w meczu towarzyskim przeciwko Irlandii Północnej. W późniejszym okresie występował również w reprezentacjach U-17 oraz U-18 (w tym m.in. w eliminacjach do mistrzostw Europy U-17 2016).
W 2017 i 2018 odnotował osiem występów w reprezentacji Polski U-21 w meczach eliminacyjnych do Mistrzostw Europy U-21 2019.
1 czerwca 2022 zadebiutował w reprezentacji seniorskiej, rozgrywając całe spotkanie przeciwko Walii w Lidze Narodów UEFA.
13 listopada 2022 został powołany na mistrzostwa świata w Katarze, w zastępstwie za kontuzjowanego Bartłomieja Drągowskiego; nie zagrał w żadnym spotkaniu turnieju. 3 września 2023 ponownie powołany do kadry, znowu jako zastępstwo, tym razem za kontuzjowanego Łukasza Skorupskiego, na mecze eliminacji mistrzostw Europy 2024 przeciwko Wyspom Owczym i Albanii. Odwołany dzień później z powodu kontuzji.

### Statystyki reprezentacyjne
(Aktualne na 1 czerwca 2022)
| Reprezentacja | Rok  | Mecze | Bramki |
| ------------- | ---- | ----- | ------ |
| Polska        |      |       |        |
| 2022          | 1    | 0     |        |
| Suma          | Suma | 1     | 0      |

| Mecze w reprezentacji | Mecze w reprezentacji | Mecze w reprezentacji | Mecze w reprezentacji | Mecze w reprezentacji | Mecze w reprezentacji |
| Lp.                   | Data                  | Miasto                | Przeciwnik            | Wynik                 | Rozgrywki             |
| --------------------- | --------------------- | --------------------- | --------------------- | --------------------- | --------------------- |
| 1.                    | 01.06.2022            | Wrocław               | Walia                 | 2:1                   | LN 2022/2023          |

## Sukcesy

### Klubowe
FC Kopenhaga
- Mistrzostwo Danii: 2021/2022[11], 2022/2023[13]
- Puchar Danii: 2022/2023[12]